# 国际社会主义左翼
国际社会主义左翼（德语：internationale sozialistische linke）是德国的一个已不存在的托洛茨基主义组织。该组织起源于国际马克思主义团体。该组织曾参加争取团结观点协会。长期以来，该组织与革命社会主义联盟同为第四国际在德国的支部。2016年12月，该组织与革命社会主义联盟合并为国际社会主义组织。该组织曾派代表出席欧洲反资本主义左翼的会议。